# Euphyllodromia
Euphyllodromia är ett släkte av kackerlackor. Euphyllodromia ingår i familjen småkackerlackor.

## Dottertaxa tillEuphyllodromia, i alfabetisk ordning[1]
- Euphyllodromia albinervis
- Euphyllodromia albomaculata
- Euphyllodromia amazonensis
- Euphyllodromia angustata
- Euphyllodromia atropos
- Euphyllodromia aurora
- Euphyllodromia boliviensis
- Euphyllodromia burmeisteri
- Euphyllodromia cerdai
- Euphyllodromia chopardi
- Euphyllodromia elegans
- Euphyllodromia erythromelas
- Euphyllodromia fasciatella
- Euphyllodromia fernandezi
- Euphyllodromia fluviatilis
- Euphyllodromia heydeniana
- Euphyllodromia hystrix
- Euphyllodromia jugata
- Euphyllodromia jutai
- Euphyllodromia lineolata
- Euphyllodromia literata
- Euphyllodromia liturifera
- Euphyllodromia marowijnensis
- Euphyllodromia maturaca
- Euphyllodromia nigrochlamys
- Euphyllodromia obscura
- Euphyllodromia osunai
- Euphyllodromia pavonacea
- Euphyllodromia peruana
- Euphyllodromia prona
- Euphyllodromia stigmatosoma
- Euphyllodromia tupi
- Euphyllodromia variegata
- Euphyllodromia venezuelica